# Hurtigheim

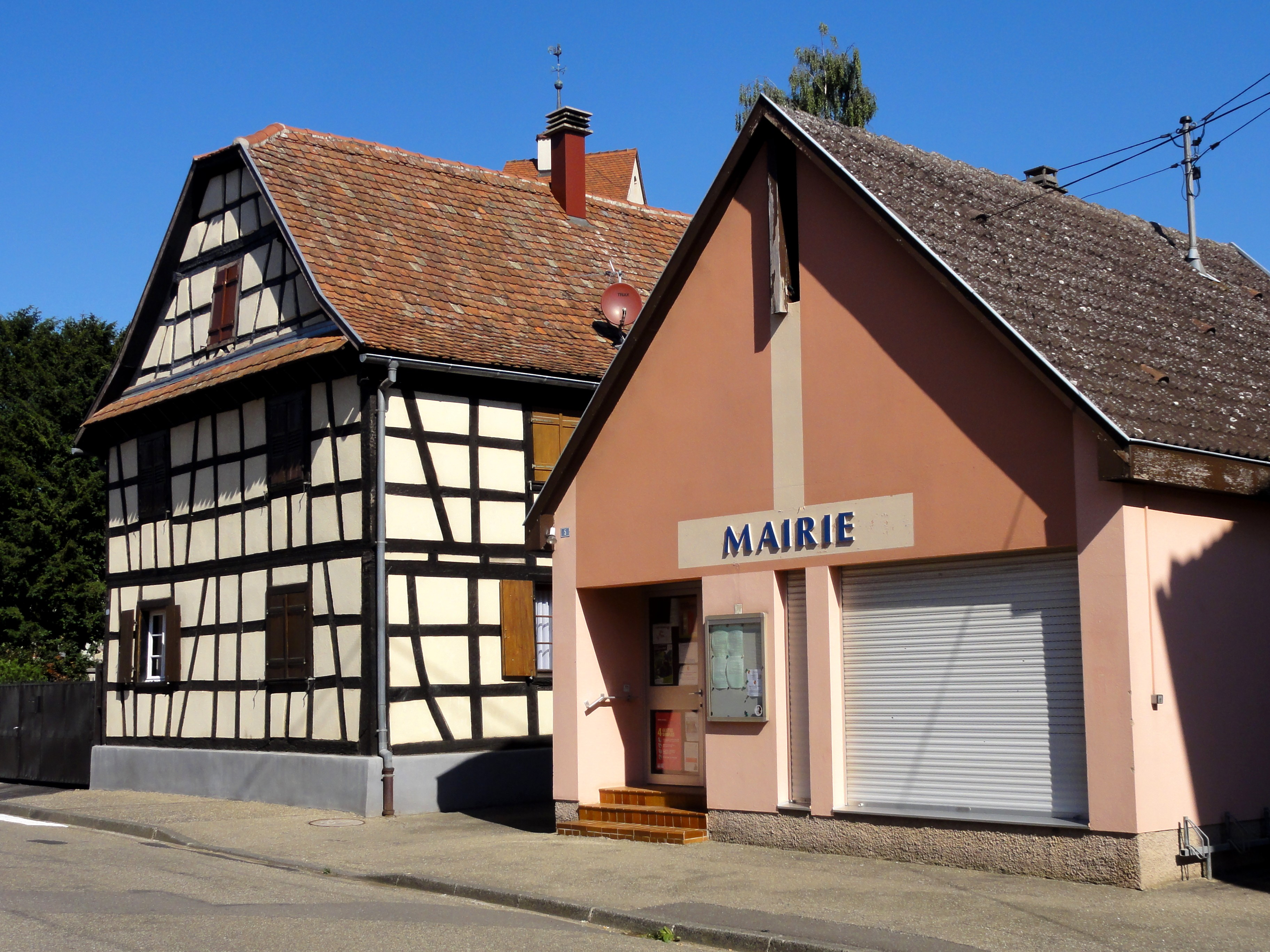
Ehemalige Mairie

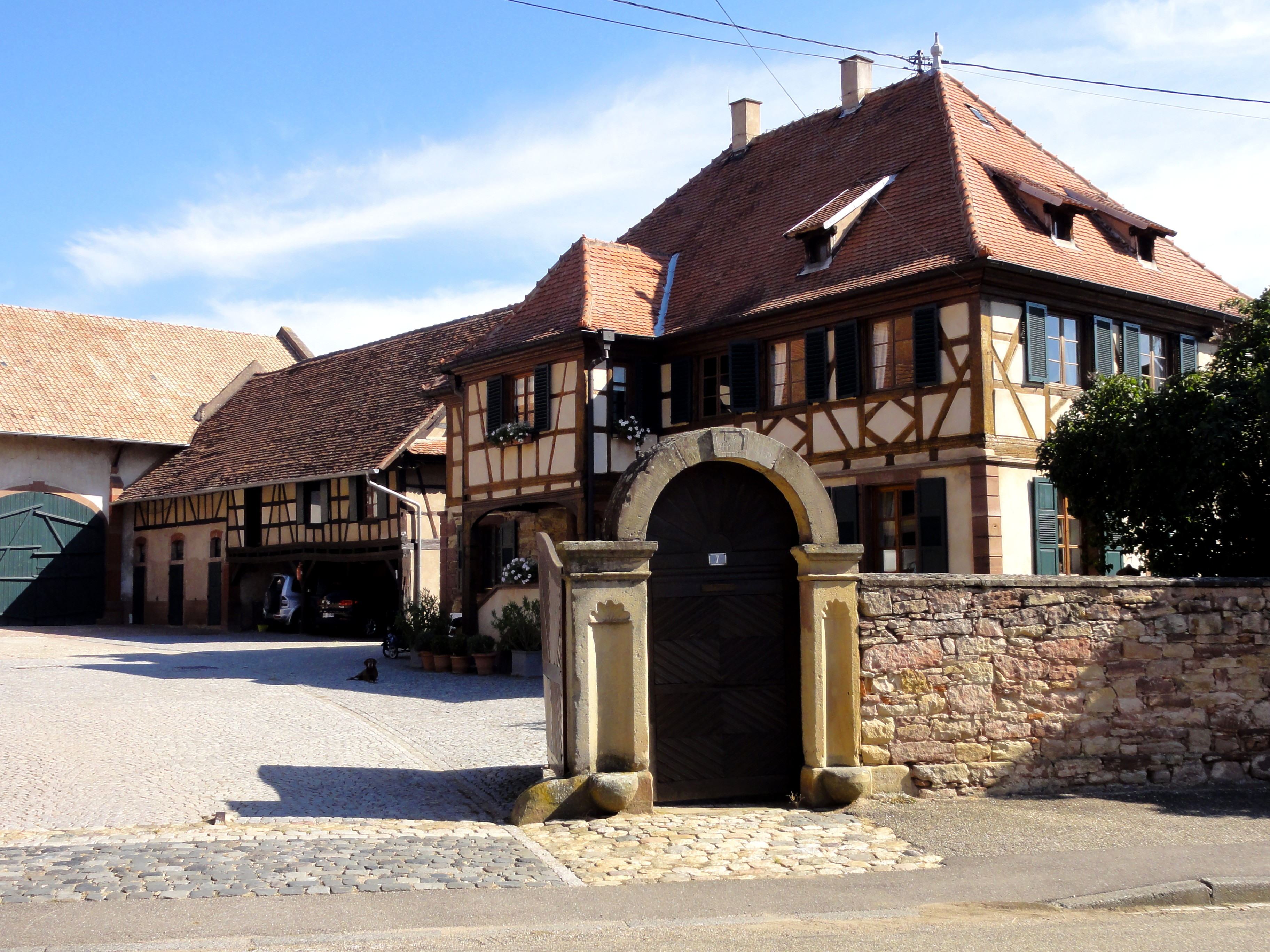
Hofreite

Hurtigheim (deutsch Hürtigheim, historisch auch Hirtigheim) ist eine französische Gemeinde mit 1017 Einwohnern (Stand 1. Januar 2021) im Département Bas-Rhin in der Region Grand Est (bis 2015 Elsass). Sie gehört zum Arrondissement Saverne.

## Geografie
Hurtigheim liegt 13 Kilometer nordwestlich von Straßburg. Die Souffel fließt durch das Gemeindegebiet.

## Geschichte
Hurtigheim liegt an der ehemaligen Römerstraße von Argentorate (Straßburg) nach Tres Tabernae (Saverne), deren Trasse noch heute die Départementsstraße abschnittsweise folgt. Seit dem Ende des 8. Jahrhunderts lebten hier fromme Leute, die zu ihrem Seelenheil ihre Güter bevorzugt an das Kloster Fulda verschenkten, so 788, 797 und 798 (Regnum Francorum online, FUB 176, CDF 148, FUB 254). Wann das Kloster Honau hier Besitz bekam, ist nicht überliefert, aber die Bestätigung seines Besitzes durch Kaiser Karl III. im Jahr 884 (Regnum Francorum online, Diplomata Karoli 101).

### Spätes Mittelalter
Hürtigheim gehörte zur Hälfte zur Grafschaft Hanau-Lichtenberg. Dieser Anteil war dem hanau-lichtenbergischen Amt Westhofen unterstellt.
Die Kirche von Hürtigheim war ein dem Valentin von Terni gewidmeter Wallfahrtsort, der besonders den Epileptikern Linderung verschaffen sollte. Seit 1541 werden in der Kirche evangelische Gottesdienste abgehalten. Die Pilger besuchten den Ort auch danach noch bis 1866.

### Frühe Neuzeit
Mit der Reunionspolitik Frankreichs unter König Ludwig XIV. kamen das Amt Westhofen und Hürtigheim unter französische Oberhoheit. Nach dem Tod des letzten Hanauer Grafen, Johann Reinhard III., fiel das Erbe – und damit auch die Hälfte von Hürtigheim – 1736 an den Sohn seiner einzigen Tochter, Charlotte, den Erbprinzen und späteren Landgrafen Ludwig (IX.) von Hessen-Darmstadt. Mit dem durch die Französische Revolution begonnenen Umbruch wurde Hürtigheim französisch.

### Zeitgeschichte
Am 1. Januar 2015 wechselte die Gemeinde vom Arrondissement Strasbourg-Campagne zum Arrondissement Saverne.

## Wappen
| Wappen der Gemeinde Hurtigheim | Blasonierung: „De gueules à la bande dentelée d’or accompagnée de deux étoiles de huit rais du même.“ |
| Wappen der Gemeinde Hurtigheim | |

### Bevölkerungsentwicklung
| Jahr      | 1962 | 1968 | 1975 | 1982 | 1990 | 1999 | 2008 | 2012 | 2014 |
| --------- | ---- | ---- | ---- | ---- | ---- | ---- | ---- | ---- | ---- |
| Einwohner | 398  | 405  | 394  | 373  | 367  | 450  | 509  | 575  | 630  |

## Kultur und Sehenswürdigkeiten
Die Kirche wurde im 14. Jahrhundert erbaut. Der Glockenturm ist aber das einzige Element des Bauwerks, das aus dem Mittelalter erhalten geblieben ist. Die obere Reihe der gotischen Fenster wurden 1863 und 1864 wieder geöffnet und die Ädikula vergrößert, als das Kirchenschiff umgebaut wurde. 
Die Eingangspforte des Friedhofs trägt das Datum 1717.

## Verkehr
Der Bahnhof Hurtigheim wurde 1903 erbaut und 1956 geschlossen, als die Straßenbahnstrecke Dingsheim–Westhoffen der Überlandstraßenbahn der Compagnie des transports strasbourgeois stillgelegt wurde.

## Wirtschaft
Die letzte Wassermühle, die durch die Souffel betrieben wurde, stellte 1944 ihren Betrieb ein. Es gibt eine elektrisch betriebene Mühle, die 1929 gebaut wurde und noch in Betrieb ist.
Wichtige Erwerbszweige sind Landwirtschaft, insbesondere Milchproduktion und Weinbau. Außerdem gibt es eine Baumschule.

## Persönlichkeiten
- Jean North (deutsch: Johann North) (1828–1894), Bankier und Mitglied des Deutschen Reichstags
- Robert Ernst (1897–1980), Politiker und ab 1941 nationalsozialistischer Oberbürgermeister von Straßburg